# Giải vô địch bóng đá trẻ châu Á 1966
Giải vô địch bóng đá trẻ châu Á 1966 được tổ chức tại Manila, Philippines từ ngày 30 tháng 4 đến ngày 15 tháng 5 năm 1966.

## Các đội tham dự
| - Miến Điện - Ceylon - Trung Hoa Dân Quốc - Hồng Kông | - Ấn Độ - Israel - Nhật Bản - Hàn Quốc | - Malaysia - Philippines - Singapore - Thái Lan |

## Vòng bảng

### Bảng A
| Đội         | ST | T | H | B | BT | BB | HS | Đ |
| ----------- | -- | - | - | - | -- | -- | -- | - |
| Thái Lan    | 3  | 2 | 1 | 0 | 8  | 1  | +7 | 5 |
| Malaysia    | 3  | 2 | 1 | 0 | 8  | 2  | +6 | 5 |
| Ceylon      | 3  | 1 | 0 | 2 | 4  | 9  | −5 | 2 |
| Philippines | 3  | 0 | 0 | 3 | 0  | 8  | −8 | 0 |

| Philippines | 0 – 3 | Malaysia |
| ----------- | ----- | -------- |
|             |       |          |

| Malaysia | 4 – 1 | Ceylon |
| -------- | ----- | ------ |
|          |       |        |

| Philippines | 0 – 2 | Thái Lan |
| ----------- | ----- | -------- |
|             |       |          |

| Thái Lan | 5 – 0 | Ceylon |
| -------- | ----- | ------ |
|          |       |        |

| Malaysia | 1 – 1 | Thái Lan |
| -------- | ----- | -------- |
|          |       |          |

| Philippines | 0 – 3 | Ceylon |
| ----------- | ----- | ------ |
|             |       |        |

### Bảng B
| Đội                | ST | T | H | B | BT | BB | HS  | Đ |
| ------------------ | -- | - | - | - | -- | -- | --- | - |
| Miến Điện          | 4  | 3 | 0 | 1 | 18 | 3  | +15 | 6 |
| Ấn Độ              | 4  | 3 | 0 | 1 | 9  | 3  | +6  | 6 |
| Trung Hoa Dân Quốc | 4  | 2 | 1 | 1 | 5  | 7  | −2  | 5 |
| Singapore          | 4  | 1 | 1 | 2 | 5  | 13 | −8  | 3 |
| Nhật Bản           | 4  | 0 | 0 | 4 | 2  | 13 | −11 | 0 |

| Miến Điện | 8 – 0 | Singapore |
| --------- | ----- | --------- |
|           |       |           |

| Nhật Bản | 1 – 2 | Trung Hoa Dân Quốc |
| -------- | ----- | ------------------ |
|          |       |                    |

| Ấn Độ | 2 – 0 | Miến Điện |
| ----- | ----- | --------- |
|       |       |           |

| Singapore | 0 – 0 | Trung Hoa Dân Quốc |
| --------- | ----- | ------------------ |
|           |       |                    |

| Ấn Độ | 2 – 0 | Nhật Bản |
| ----- | ----- | -------- |
|       |       |          |

| Singapore | 4 – 1 | Nhật Bản |
| --------- | ----- | -------- |
|           |       |          |

| Miến Điện | 5 – 1 | Trung Hoa Dân Quốc |
| --------- | ----- | ------------------ |
|           |       |                    |

| Ấn Độ | 4 – 1 | Singapore |
| ----- | ----- | --------- |
|       |       |           |

| Miến Điện | 5 – 0 | Nhật Bản |
| --------- | ----- | -------- |
|           |       |          |

| Trung Hoa Dân Quốc | 2 – 1 | Ấn Độ |
| ------------------ | ----- | ----- |
|                    |       |       |

### Bảng C
| Đội       | ST | T | H | B | BT | BB | HS | Đ |
| --------- | -- | - | - | - | -- | -- | -- | - |
| Israel    | 2  | 1 | 1 | 0 | 6  | 1  | +5 | 3 |
| Hàn Quốc  | 2  | 1 | 1 | 0 | 5  | 1  | +4 | 3 |
| Hồng Kông | 2  | 0 | 0 | 2 | 2  | 11 | −9 | 0 |

| Israel | 0 – 0 | Hàn Quốc |
| ------ | ----- | -------- |
|        |       |          |

| Israel | 6 – 1 | Hồng Kông |
| ------ | ----- | --------- |
|        |       |           |

| Hàn Quốc | 5 – 1 | Hồng Kông |
| -------- | ----- | --------- |
|          |       |           |

### Tranh suất vào tứ kết
| Hồng Kông | 5 – 2 | Ceylon |
| --------- | ----- | ------ |
|           |       |        |

## Vòng loại trực tiếp

### Tứ kết
| Miến Điện | 1 – 0 | Malaysia |
| --------- | ----- | -------- |
|           |       |          |

| Thái Lan | 1 – 0 | Hàn Quốc |
| -------- | ----- | -------- |
|          |       |          |

| Israel | 4 – 0 | Ấn Độ |
| ------ | ----- | ----- |
|        |       |       |

| Trung Hoa Dân Quốc | 1 – 1 | Hồng Kông |
| ------------------ | ----- | --------- |
|                    |       |           |

### Bán kết
| Miến Điện | 3 – 0 | Thái Lan |
| --------- | ----- | -------- |
|           |       |          |

| Israel | 5 – 0 | Trung Hoa Dân Quốc |
| ------ | ----- | ------------------ |
|        |       |                    |

### Tranh hạng ba
| Trung Hoa Dân Quốc | 0 – 0 Chia sẻ hạng ba | Thái Lan |
| ------------------ | --------------------- | -------- |
|                    |                       |          |

### Chung kết
| Israel | 1 – 1 Chia sẻ danh hiệu | Miến Điện |
| ------ | ----------------------- | --------- |
|        |                         |           |

| Giải vô địch bóng đá trẻ châu Á 1966 |
| ------------------------------------ |
| · Miến Điện · Lần thứ 4              |

| Giải vô địch bóng đá trẻ châu Á 1966 |
| ------------------------------------ |
| · Israel · Lần thứ 3                 |